# آندره برونه
آندره برونه (فرانسوی: Andrée Brunet‎؛ ۱۶ سپتامبر ۱۹۰۱ – ۳۰ مارس ۱۹۹۳) اسکیت‌باز نمایشی اهل فرانسه بود.